# James Byrne (golfer)
James Byrne (Gorleston-on-Sea, 2 januari 1989) is een golfer uit Schotland.

## Amateur
Hoewel hij in Gorleston-on-Sea geboren werd, groeide James Byrne op in Banchory. Zijn vader Paul komt uit Schotland, zijn moeder Siew uit Singapore. Toen hij acht jaar was werd hij toegelaten tot de Banchory Golf Club, maar zijn favoriete sport was nog steeds zwemmen. Toen hij dertien was had hij twintig uren zwemtraining per week. Tussendoor speelde hij golf en moest hij naar school. In 2004 besloot hij zich toe te leggen op golf. 
Hij studeerde vier jaar lang aan de Arizona State University (ASU) en speelde College Golf sinds 2007. Op 12 mei 2011 studeert hij af.
In 2010 verloor hij de finale van het Brits Amateur. Daarna stond hij op de 12de plaats van de World Amateur Golf Ranking en werd hij uitgeroepen tot 'Schots Golfer van het Jaar'.

### Gewonnen
- 2007: Scottish Boys (-14) op Cardona
- 2009: Tennard Cup (-15), East of Scotland (-22)

### Teams
- Europees Landen Team Kampioenschap: 2006
- Jacques Leglise Trophy: 2006, 2007
- Eisenhower Trophy: 2010
- Palmer Cup: 2010
- Bonallack Trophy: 2010
- Walker Cup: 2011

## Professional
Byrne bleef amateur tot na de Walker Cup van 2011 en werd direct daarna professional. Hij heeft een contract met IMG. Zijn eerste toernooi als pro is het Open de Toulouse. Daarna speelt hij de Stage 1 van de Tourschool. 